# 后勤保障
后勤保障是军队的后勤对前方各项工作的保障。主要包括给养等物资保障和技术保障、交通保障等全面、及时、不间断的后勤保障，是巩固和提高部队战斗力，完成作战和各项任务的重要保证。